# Oryxis monticola
Oryxis monticola là một loài thực vật có hoa trong họ Đậu. Loài này được (Benth.) A.Delgado & G.P.Lewis miêu tả khoa học đầu tiên.